# Pianoa isolata
Genre
Espèce
Pianoa isolata, unique représentant du genre Pianoa, est une  espèce d'araignées aranéomorphes de la famille des Gradungulidae.

## Distribution
Cette espèce est endémique de Nouvelle-Zélande. Elle se rencontre dans l'île du Sud dans la région d'région d'Otago dans la vallée Waiaka.

## Habitat
Cette espèce se rencontre dans une forêt de Nothofagus.

## Description
La femelle holotype mesure 14,08 mm et le mâle paratype 12,65 mm.

## Systématique et taxinomie
Cette espèce a été décrite par Forster en 1987.
Ce genre a été décrit par Forster en 1987 dans les Gradungulidae.

## Publication originale
- Forster, Platnick & Gray, 1987 : « A review of the spider superfamilies Hypochiloidea and Austrochiloidea (Araneae, Araneomorphae). » Bulletin of the American Museum of Natural History, vol. 185, no 1, p. 1-116 (texte intégral).